# کنار رفتن
کنار رفتن (به تامیلی: Oram Po) و (به انگلیسی: Move Aside) فیلمی هندی محصول سال ۲۰۰۷ و به کارگردانی پوشکار-گایاتری است. در این فیلم بازیگرانی همچون آریا، لال، پوجا اوماشانکار، جان ویجی و تامبی رامایاش ایفای نقش کرده‌اند.